# Ghassan Rifai (journaliste syrien)
Pour les articles homonymes, voir Ghassan Rifai.
Ghassan Rifai (en arabe : غسان الرفاعي, né à Damas dans l'État de Syrie sous mandat français le 26 mars 1930 et mort à Paris 15e le 14 avril 2013) est un journaliste syrien qui a été rédacteur en chef du journal Tichrine jusqu'en 1979 puis a travaillé pour la SANA à Paris jusqu'en 1994.